# Sí, mi amor (telenovela)
Sí, mi amor es una telenovela mexicana, dirigida por Enrique Segoviano, producida por Guillermo Diazayas para la cadena Televisa, se emitió por El Canal de las Estrellas entre 1984 y 1985. Fue protagonizada por Edith González y Leonardo Daniel acompañados del niño Luis Mario Quiroz y las participaciones antagónicas de Nubia Martí y Felicia Mercado.

## Argumento
David Kendall es un joven noble inglés que reside en Londres. Un día, David recibe la noticia de la muerte de su hermano, que vive en Tampico (México) y es dueño de una empresa petrolera. David viaja a México para estar presente en la lectura del testamento de su hermano, y allí descubre que su hermano tuvo un hijo fuera del matrimonio; ese niño heredará toda la fortuna de su padre, pero nadie sabe donde está, por lo que David jura encontrar a su sobrino.
En Tampico también vive Susana, una joven pobre pero honesta que ha adoptado a Carlos, un niño huérfano al que ha criado como si fuera su hijo. David descubre casualmente que Carlos es el niño que ha estado buscando y decide llevárselo consigo a su castillo; sin embargo, el niño no quiere separarse de Susana, así que David se la lleva a ella también. 
Susana y Carlos se verán obligados a soportar un sinfín de maltratos y humillaciones por parte de los parientes de David y también por parte de Lady Constance, una mujer muy ambiciosa que pretende utilizar a David para entrar en la nobleza. Asimismo, llega a México Lady Becky Simpson, la prometida de David, con la intención de casarse con él. Sin embargo, David se enamora de Susana, lo que desatará la ira de ambas mujeres. 
Susana, que también se ha enamorado de David, sabe que su pobreza le impide tener una relación con David, pero al mismo tiempo ignora que ella es la hija perdida de un duque muy rico y por tanto la heredera de su fortuna.

## Elenco
- Edith González - Susana
- Leonardo Daniel - David Kendall
- Nubia Martí - Lady Constance
- Luis Mario Quiroz - Carlos
- Rafael Baledón - Capitán O'Hara
- Alejandro Ciangherotti - Sr. Efraín Tovar
- Tere Valadez - Sra. Beatriz Tovar
- Lucy Gallardo - Sra. Margaret Williams
- Gustavo Rojo - Sr. Edward Williams
- Javier Marc - Heriberto
- Luis Miranda - Arnulfo
- Arturo Allegro - Don Ignacio
- Felicia Mercado - Lady Becky Simpson
- Patsy - Liz Gray
- José Roberto Hill - Pablo
- Renata Flores - Edith
- Silvia Manríquez - Leticia
- Socorro Bonilla - Alicia
- Elena Oviedo - Julia
- Luis Avendaño - Víctor Navarro
- Alberto Inzúa - Spencer
- Evangelina Martínez - Clotilde
- Alberto Trejo Juárez - Jarocho
- Sergio Orrante - Tano
- Carlos Enrique Torres - Pedro
- Porfirio Bas - El Cora
- Rubén Ross - El Zurdo
- Gustavo Ferrari - Steve Douglas
- José Carlos Teruel - Paul
- José Dupeyrón - Mayordomo
- Pepe González - Notario

## Versiones
- Sí, mi amor es un remake de la telenovela venezolana La hija de nadie producida por RCTV en 1982 y protagonizada por Hazel Leal y Javier Vidal.
- En 1999 Televisa realizó otra versión, El niño que vino del mar producida por MaPat López de Zatarain y protagonizada por Natalia Esperón, Enrique Ibáñez e Imanol Landeta.